# Welinton
Welinton Souza Silva, plus connu sous le nom de Welinton (né le 10 avril 1989 à Rio de Janeiro), est un footballeur brésilien qui joue au poste de défenseur central.
Il évolue actuellement avec le club de Pendikspor en Süper Lig turque.

## Biographie

### En club
Welinton se révèle au club de Flamengo, avec lequel il est champion du Brésil en 2009. Après des passages à l'Alania Vladikavkaz (Russie), un retour au Brésil à Coritiba, et au Qatar à Umm Salal et Al-Khor, il rejoint en 2017 le championnat turc en signant à Alanyaspor. À l'été 2020, le défenseur brésilien est transféré d'Alanyaspor à Beşiktaş, toujours dans le championnat turc.

### International
Welinton est sélectionné en équipe du Brésil des moins de 20 ans, avec laquelle il dispute et remporte le Championnat de la CONMEBOL de football des moins de 20 ans en 2009.

## Palmarès

### Palmarès en club
| Flamengo - Championnat du Brésil (1) : - Champion : 2009. - Championnat de Rio de Janeiro (3) : - Champion : 2009, 2011 et 2014. |  | Beşiktaş - Championnat de Turquie (1) : - Champion : 2020-21. - Coupe de Turquie (1) : - Vainqueur : 2020-21. - Supercoupe de Turquie (1) : - Vainqueur : 2021. |

### Palmarès en sélection
Brésil -20 ans
- Championnat de la CONMEBOL -20 ans (1) :
  - Vainqueur : 2009.